# Manfred Mann

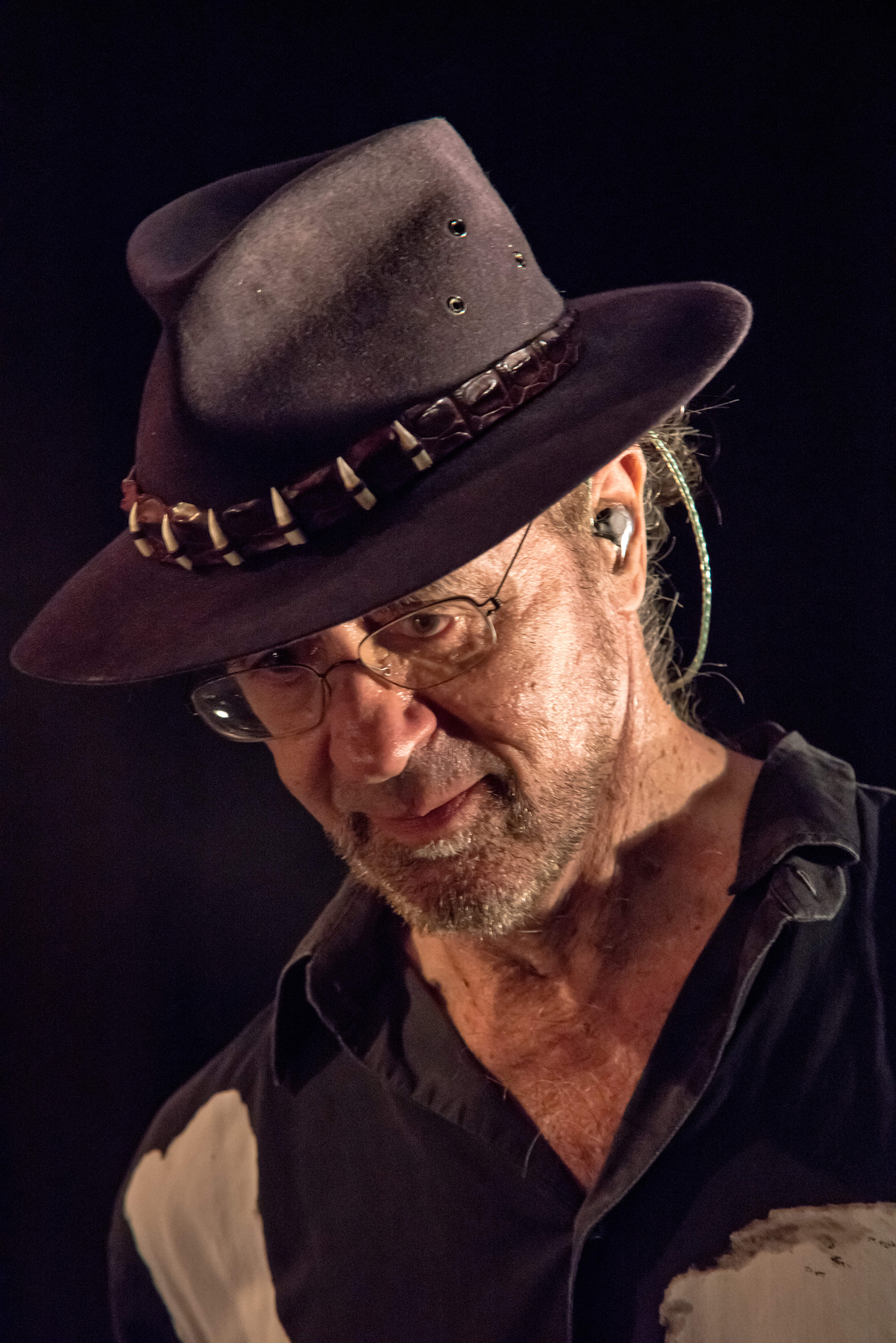
Manfred Mann (Zelt-Musik-Festival 2017 Freiburg)

Manfred Mann (* 21. Oktober 1940 in Johannesburg; eigentlich Manfred Sepse Lubowitz) ist ein aus Südafrika stammender Musiker, der mit der 1962 gegründeten Band Manfred Mann bekannt wurde und noch heute mit der 1971 gegründeten Manfred Mann’s Earth Band spielt.

## Frühe Jahre

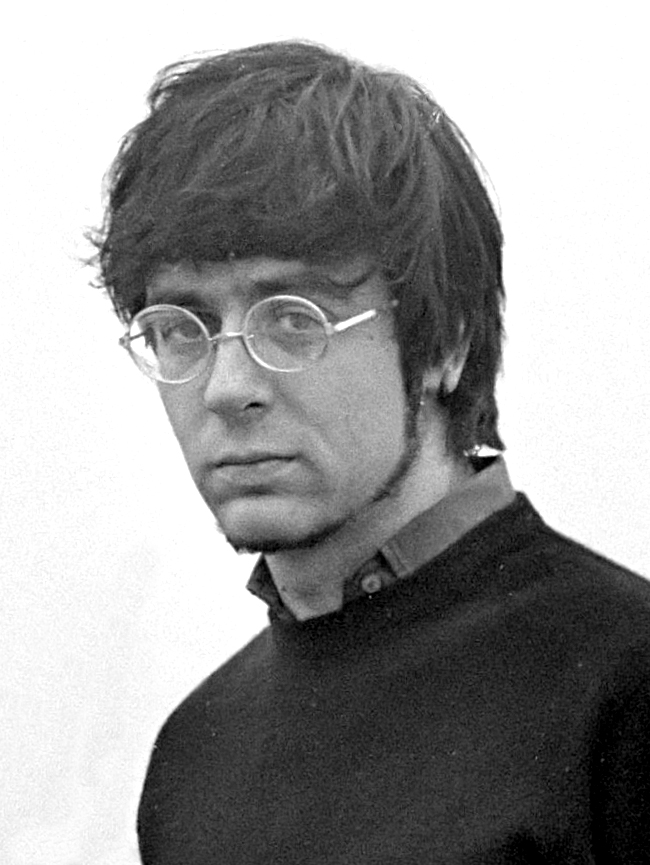
Manfred Mann (1967)

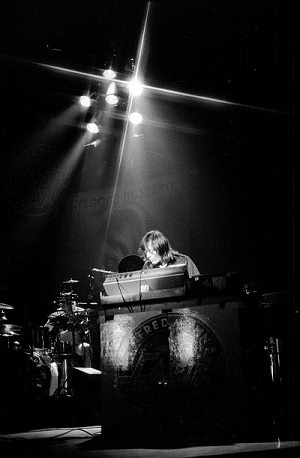
Manfred Mann (1976 in Oslo)

Manfred Mann ist der Sohn des Druckers David Lubowitz und der Pianistin Alma Cohen, beide Nachfahren jüdischer Immigranten der 1890er Jahre. In seiner Jugend lernte er Klavierspielen, trat als Jazzmusiker in Johannesburger Lokalen auf, nahm gemeinsam mit seinem Schulfreund Harry Miller zwei LPs der ersten südafrikanischen Rock-’n’-Roll-Band The Vikings auf (1959 und 1961), die auch in die Charts gelangten, und studierte klassische Musik an der Witwatersrand-Universität. Im Frühjahr 1961 beschlossen Mann und Miller nach England auszuwandern, da Südafrika Ende Mai 1961 den Commonwealth of Nations verließ und sie ab diesem Zeitpunkt nur noch ein Jahr Übergangszeit hatten, eine Arbeitserlaubnis im Vereinigten Königreich zu erhalten. Ein weiterer Beweggrund war auch seine Ablehnung des Apartheid-Regimes in seiner Heimat. Am 10. Mai 1961 verließ Mann Südafrika. Er betätigte sich in Großbritannien als Jazzpianist und Musiklehrer und schrieb unter dem Pseudonym Manfred Manne Artikel, wobei er den Nachnamen des Schlagzeugers Shelly Manne benutzte. Später ließ er dann das „e“ fallen und benutzte den Namen Manfred Mann für seine Auftritte.

## Die Band Manfred Mann (Chapter I und II)

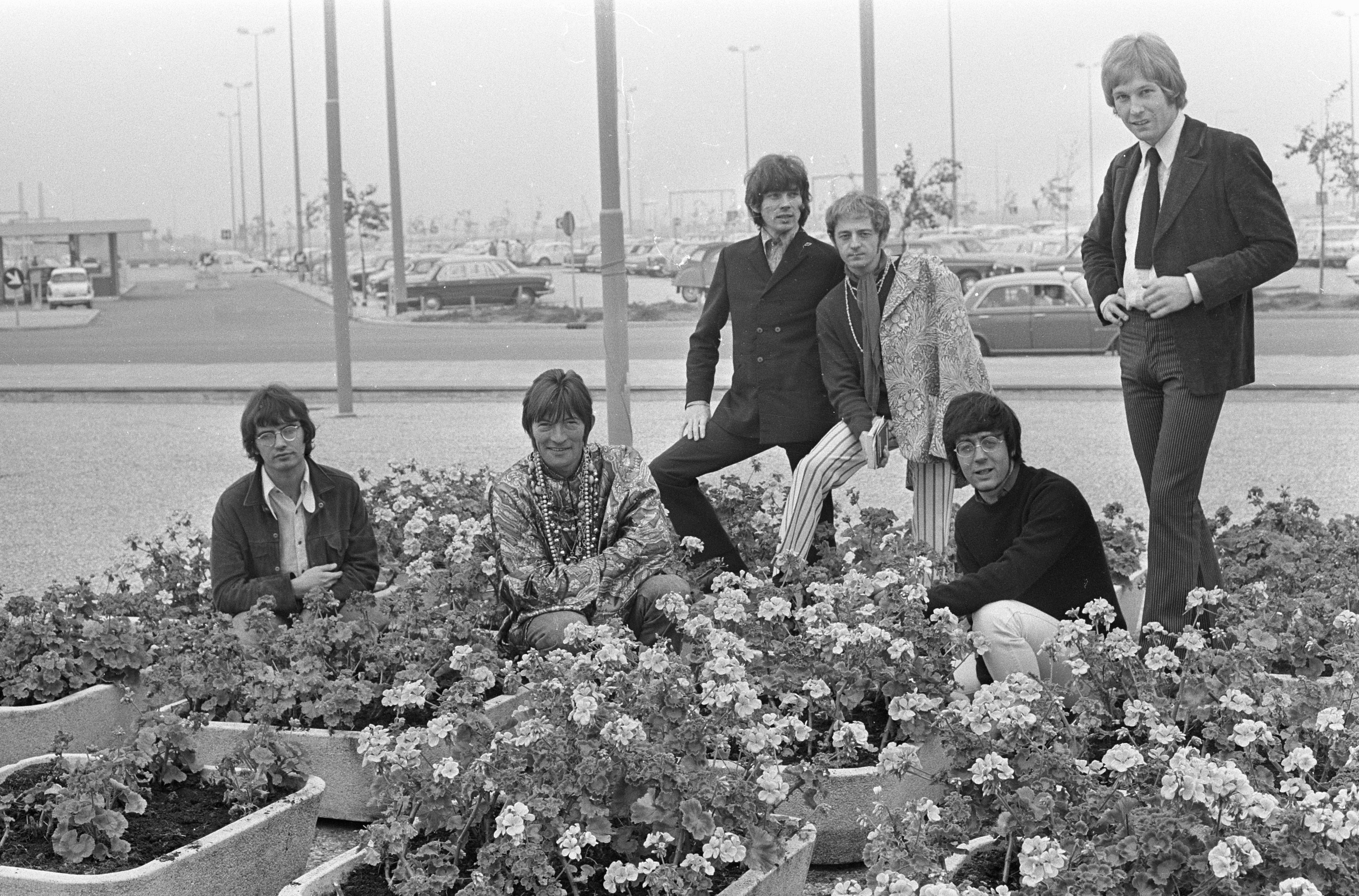
V. l. n. r.: Tom McGuinness, Dave Berry, Klaus Voormann, Mike Hugg, Manfred Mann, Mike d’Abo (Schiphol, 1967)

Mit dem Schlagzeuger Mike Hugg, mit dem er in einer Band zusammenspielte, gründete Manfred Mann 1962 die Mann Hugg Blues Brothers, die in der Londoner Klubszene erfolgreich waren. Anfang 1963 schloss die Band, in der Manfred Mann Keyboard spielte, einen Vertrag mit dem Plattenlabel EMI. Dabei wurde, angeblich gegen den Willen Manfred Manns, der Name der Band in Manfred Mann geändert. 1966 verließ Sänger Paul Jones, dessen Talent an dem Erfolg der Band großen Anteil hatte, die Gruppe, um eine Solokarriere zu starten. Er wurde durch Mike d’Abo ersetzt, der nach Proben gegenüber Rod Stewart bevorzugt wurde. Diese Formation wurde rückblickend Manfred Mann Chapter II bezeichnet, und die Gruppe mit Paul Jones als Chapter I. Weitere Mitglieder waren Tom McGuinness und Klaus Voormann. Die Band löste sich 1969 einvernehmlich auf, insbesondere weil einzelne Mitglieder andere Wege gehen wollten. Teile der alten Band blieben noch für Jahre als The Manfreds zusammen.
Stilistisch im Jazz, Soul und Rhythm and Blues angesiedelt, produzierte die Band zahlreiche, vor allem in Großbritannien bekannte Hits wie My Name is Jack, Fox on the Run und Ha! Ha! Said the Clown. Do Wah Diddy Diddy, eine Coverversion der Band The Exciters, wurde 1964 in den USA ein Nr.-1-Hit. Manfred Mann war aber auch bekannt für Coverversionen von Bob-Dylan-Songs, wie If You Got to Go, Go Now, Just Like a Woman und Mighty Quinn.
Mit Cover-Versionen von drei Bruce-Springsteen-Kompositionen, die 1973 auf dessen Debütalbum erschienen waren, nämlich Spirits in the Night, For You und Blinded by the Light, hatte Mann später mit der Earth Band große Hits.

## Chapter III
Manfred Mann arbeitete mit Mike Hugg noch vor Auflösung der Manfred-Mann-Band an einem neuen Projekt namens Emanon („no name“ rückwärts). Sie produzierten zwei Singles, die nicht unter dem neuen Projektnamen, sondern unter Manfred Mann & Mike Hugg veröffentlicht wurden. Beide wurden in der Werbung verwendet: The Michelin Theme (go radial, go Michelin) von 1969 für Autoreifen sowie das erst 1971 veröffentlichte Ski '‘Full Of Fitness’ Theme für Joghurt. Darauf aufbauend gründete Mann Manfred Mann Chapter III, eine Band, die nur Kompositionen von Mann und Hugg spielte, die sich stilistisch mit Synthesizer-Jazzrock-Klängen deutlich von den früheren Stücken abhoben. Zwei Alben wurden veröffentlicht, die jedoch nicht sehr erfolgreich waren. Noch während der Aufnahmen für ein weiteres Album gab Mann das Projekt auf und gründete stattdessen die Manfred Mann’s Earth Band (kurz: MMEB), mit der er sich ab 1971 der Rockmusik zuwendete.

## Manfred Mann’s Earth Band und andere Projekte
Durch den Erfolg der Earth Band ermutigt, änderte Manfred Mann seinen Stil zu immer progressiverem, von Synthesizern beeinflusstem Rock, um sich später, ab Ende der 1970er Jahre, deutlich mehr dem Pop und Mainstream zuzuwenden. Obwohl Manfred Mann’s Earth Band in der Rockgeschichte als eine der bedeutendsten Bands gilt, löste sie sich 1988 nach einigen kommerziellen Misserfolgen auf.
Nun folgte eine Neuorientierung hin zu einem Projekt mit dem Namen Manfred Mann’s Plain Music. Mit Plains Music entstand ein Album mit Songs, die fast ausschließlich auf Gesängen und ethnischer Musik der nordamerikanischen Indianer beruhen.
Jedoch reformierte Mann die Earth Band 1991 wieder, allerdings mit nur gelegentlichen Veröffentlichungen. Das Hauptaugenmerk liegt seitdem auf zahlreichen und regelmäßigen Liveauftritten.
Im Frühjahr 1998 veröffentlichte die Band Massive Attack das Album Mezzanine mit dem darauf befindlichen Titel Black Milk. Anfang 1999 wurden Massive Attack von Mann wegen Urheberrechtsverletzung verklagt: Samples in Black Milk stammten vom Titel Tribute aus dem Debütalbum von Manfred Mann’s Earth Band und wurden ohne Manns Einverständnis verwendet. Insgesamt 120 von 128 Takten glichen einander, die kompletten Schlagzeug- und Hihatstrukturen sowie die Basslinie waren identisch. Man einigte sich schließlich außergerichtlich und vereinbarte Stillschweigen über die genaue Höhe der Entschädigung; vermutet wurde eine Summe im Bereich von 100.000 GBP.
2004 erschien das Album 2006, mit dem Manfred Mann als Manfred Mann ’06 seine neuen Ideen im Studio umsetzte. Unterstützt wurde er von der Earth Band und namhaften Musikern wie Barbara Thompson (Colosseum, Paraphernalia) sowie dem deutschen Rapper Thomas D.
2012 wurde ein Album mit dem Titel Rational Anthems angekündigt. Bereits im April 2011 erschien hierzu die Vorabsingle Boots, die auf dem späteren Album nur auf der „Deluxe Edition“ enthalten ist. Das Album erschien letztlich am 17. Oktober 2014 unter dem Titel Lone Arranger und dem Namen Manfred Mann. Mann wurde auf diesem Album teilweise von aktuellen und ehemaligen Mitgliedern der Earth Band sowie zahlreichen weiteren Musikern wie z. B. dem Trompeter Till Brönner und Kris Kristofferson unterstützt. Zudem enthält Lone Arranger die für Mann typischen Coverversionen, u. a. mit Songs von Brian May, Bruce Springsteen und Prince.
Manfred Mann wirkte bereits in den 1960er Jahren auch an anderen Projekten mit. Insbesondere seine Arbeit am Keyboard und Moog-Synthesizern war wegen seines besonderen Stils gefragt.

## Diskografie
Greg Russo hat 1995 mit Mannerisms – The Five Phases of Manfred Mann das Standardwerk über Manfred Mann geschrieben, inklusive einer vollständigen Diskographie aller Singles, EPs, LPs und CDs.

Studioalben

| Jahr                           | Titel Musiklabel Katalog-Nr.                                                      | Höchstplatzierung, Gesamtwochen/‑monate, AuszeichnungChartplatzierungen (Jahr, Titel, Musiklabel Katalog-Nr., Platzierungen, Wochen/Monate, Auszeichnungen, Anmerkungen) | Höchstplatzierung, Gesamtwochen/‑monate, AuszeichnungChartplatzierungen (Jahr, Titel, Musiklabel Katalog-Nr., Platzierungen, Wochen/Monate, Auszeichnungen, Anmerkungen) | Höchstplatzierung, Gesamtwochen/‑monate, AuszeichnungChartplatzierungen (Jahr, Titel, Musiklabel Katalog-Nr., Platzierungen, Wochen/Monate, Auszeichnungen, Anmerkungen) | Höchstplatzierung, Gesamtwochen/‑monate, AuszeichnungChartplatzierungen (Jahr, Titel, Musiklabel Katalog-Nr., Platzierungen, Wochen/Monate, Auszeichnungen, Anmerkungen) | Höchstplatzierung, Gesamtwochen/‑monate, AuszeichnungChartplatzierungen (Jahr, Titel, Musiklabel Katalog-Nr., Platzierungen, Wochen/Monate, Auszeichnungen, Anmerkungen) | Anmerkungen |
| Jahr                           | Titel Musiklabel Katalog-Nr.                                                      | DE | AT | CH | UK | US | Anmerkungen |
| ------------------------------ | --------------------------------------------------------------------------------- | --- | --- | --- | --- | --- | --- |
| als Manfred Mann               |                                                                                   | | | | | | |
|                                |                                                                                   | | | | | | |
| 1964                           | The Five Faces of Manfred Mann HMV / Ascot                                        | — | — | — | UK3 (24 Wo.)UK | US141 (4 Wo.)US | Erstveröffentlichung: 11. September 1964 Format: LP, CD |
| 1964                           | The Manfred Mann Album Ascot                                                      | — | — | — | — | US35 (18 Wo.)US | Erstveröffentlichung: 17. September 1964 Format: LP |
| 1965                           | My Little Red Book of Winners! Ascot                                              | — | — | — | — | — | Erstveröffentlichung: Juli 1965 Format: LP |
| 1965                           | Mann Made HMV / Ascot                                                             | — | — | — | UK7 (11 Wo.)UK | — | Erstveröffentlichung: 15. Oktober 1965 Format: LP, CD |
| 1966                           | Pretty Flamingo United Artists Records                                            | — | — | — | — | — | Erstveröffentlichung: 19. Juli 1966 Format: LP |
| 1966                           | As Is Fontana                                                                     | — | — | — | UK22 (4 Wo.)UK | — | Erstveröffentlichung: 21. Oktober 1966 Format: LP, CD |
| 1968                           | The Mighty Quinn Mercury                                                          | — | — | — | — | US176 (5 Wo.)US | Erstveröffentlichung: 6. Mai 1968 Format: LP, CD |
| 1968                           | Mighty Garvey! Fontana                                                            | — | — | — | — | — | Erstveröffentlichung: 28. Juni 1968 Format: LP, CD |
| als Manfred Mann Chapter Three |                                                                                   | | | | | | |
|                                |                                                                                   | | | | | | |
| 1969                           | Manfred Mann Chapter Three Vertigo VO 3 847 902 VTY                               | — | — | — | — | — | Erstveröffentlichung: 7. November 1969 Format: LP, MC, CD |
| 1970                           | Manfred Mann Chapter Three, Volume Two Vertigo 6360 012                           | — | — | — | — | — | Erstveröffentlichung: 23. Oktober 1970 Format: LP, CD |
| als Manfred Mann’s Earth Band  |                                                                                   | | | | | | |
|                                |                                                                                   | | | | | | |
| 1972                           | Manfred Mann’s Earth Band * USA: Polydor PD 5015 / * UK & Europa: Philips 6308086 | — | — | — | — | US138 (6 Wo.)US | Erstveröffentlichung: * USA: 24. Januar 1972 * UK & Europa: 18. Februar 1972 Format: LP, CD                                                                        |
| 1972                           | Glorified Magnified Philips 6308125                                               | — | — | — | — | — | Erstveröffentlichung: 29. September 1972 Format: LP, CD |
| 1973                           | Messin’ / Get Your Rocks Off (nur US) Vertigo 6360 087                            | — | — | — | — | US196 (2 Wo.)US | Erstveröffentlichung: 15. Juni 1973 Format: LP, CD [US-Fassung nur LP Polydor PD 5050]                                                                             |
| 1973                           | Solar Fire Bronze ILPS 9265                                                       | — | — | — | UK— SilberUK | US96 (15 Wo.)US | Erstveröffentlichung: 30. November 1973 Format: LP, CD |
| 1974                           | The Good Earth Bronze ILPS 9306                                                   | — | — | — | — | US157 (3 Wo.)US | Erstveröffentlichung: 11. Oktober 1974 Format: LP, CD |
| 1975                           | Nightingales & Bombers Bronze ILPS 9337                                           | DE49 (1 Mt.)DE | — | — | — | US120 (10 Wo.)US | Erstveröffentlichung: 22. August 1975 Format: LP, CD |
| 1976                           | The Roaring Silence Bronze ILPS 9357                                              | DE26 (4½ Mt.)DE | AT10 (1 Mt.)AT | — | UK10 Silber · (9 Wo.)UK | US10 Gold · (37 Wo.)US | Erstveröffentlichung: 27. August 1976 Format: LP, CD |
| 1978                           | Watch Bronze BRON 507                                                             | DE3 Platin · (20 Mt.)DE | AT14 (4 Mt.)AT | — | UK33 (6 Wo.)UK | US83 (6 Wo.)US | Erstveröffentlichung: 24. Februar 1978 Format: LP, CD |
| 1979                           | Angel Station Bronze BRON 516                                                     | DE4 Gold · (57 Wo.)DE | AT6 (7 Mt.)AT | — | UK30 (8 Wo.)UK | US144 (13 Wo.)US | Erstveröffentlichung: 9. März 1979 Format: LP, CD |
| 1980                           | Chance Bronze BRON 529                                                            | DE11 (41 Wo.)DE | AT12 (2½ Mt.)AT | — | — | US87 (16 Wo.)US | Erstveröffentlichung: 10. Oktober 1980 Format: LP, CD |
| 1982                           | Somewhere in Afrika Bronze ML 4645 / BRON 543                                     | DE8 (16 Wo.)DE | — | — | UK87 (1 Wo.)UK | US40 (21 Wo.)US | Erstveröffentlichung: 15. November 1982 Format: LP, CD |
| 1986                           | Criminal Tango Virgin                                                             | DE17 (16 Wo.)DE | AT26 (½ Mt.)AT | CH5 (11 Wo.)CH | — | — | Erstveröffentlichung: 7. März 1986 mit Chris Thompson Format: LP, CD                                                                                               |
| 1987                           | Masque Virgin DIX 69                                                              | DE44 (4 Wo.)DE | — | — | — | — | Erstveröffentlichung: 16. Oktober 1987 Format: LP, CD: DIXCD 69 |
| als Manfred Mann’s Plain Music |                                                                                   | | | | | | |
|                                |                                                                                   | | | | | | |
| 1991                           | Plains Music Intuition                                                            | — | — | — | — | — | Erstveröffentlichung: 17. August 1991 Format: LP: INT 3062 1, MC: INT 3062 4, CD: INT 3062 2                                                                       |
| 1992                           | Plain Talking – Manfred Mann In Conversation with Andy Taylor Cohesion MM INT 1   | — | — | — | — | — | Erstveröffentlichung: 9. Oktober 1992 Interview-CD inkl. Joybringer und The Runner – nur in MM Box Set 1 erschienen Format: CD                                     |
| als Manfred Mann’s Earth Band  |                                                                                   | | | | | | |
|                                |                                                                                   | | | | | | |
| 1992                           | Manfred Mann’s Earth Band Box Set Cohesion                                        | — | — | — | — | — | Erstveröffentlichung: 9. Oktober 1992 Komplett-Veröffentlichung in Holz-Box inkl. Bonus-CD Plain Talking Format: 13-CD-Boxset: MM BOX SET 1                        |
| 1996                           | Soft Vengeance Grapevine GRACD213                                                 | DE65 (5 Wo.)DE | — | — | — | — | Erstveröffentlichung: 17. April 1996 Format: MC, CD |
| als Manfred Mann ’06           |                                                                                   | | | | | | |
|                                |                                                                                   | | | | | | |
| 2004                           | 2006 Edel 0157912ERE                                                              | — | — | — | — | — | Erstveröffentlichung: 14. Oktober 2004 Format: LP, CD |
| als Manfred Mann’s Earth Band  |                                                                                   | | | | | | |
|                                |                                                                                   | | | | | | |
| 2005                           | Odds & Sods – Mis-takes & Out-takes Creature MMBOOK1                              | — | — | — | — | — | Erstveröffentlichung: 28. Juli 2005 Format: 4 CD-Box Inhalt:zum größten Teil bisher unveröffentlichtes Material; auch aus Chapter Three Zeiten                     |
| 2011                           | 40th Anniversary Creature                                                         | — | — | — | — | — | Erstveröffentlichung: 2. Dezember 2011 Komplett-Veröffentlichung inkl. Bonus-CDs Leftovers, Encore & More und Live in Ersingen 2011 Format: 19-CD-Boxset: MMEBBOX1 |
| als Manfred Mann               |                                                                                   | | | | | | |
|                                |                                                                                   | | | | | | |
| 2014                           | Lone Arranger Creature MANNLP22                                                   | — | — | — | — | — | Erstveröffentlichung: 17. Oktober 2014 Format: LP, CD: MMCD 22, Deluxe Edition CD: MMCD22X                                                                         |

grau schraffiert: keine Chartdaten aus diesem Jahr verfügbar